# Никола Козлево
Никола Козлево е село в Североизточна България. Административен център на община Никола Козлево, област Шумен.

## История
Това е едно малко село в Лудогорието. В миналото се е наричало Дживел, но по-късно е кръстено на името на книжовника и революционер Никола Козлев. Селото е било обитавано от славяни, прабългари и мюсюлмани. Черкезите се изселват в Турция.
През 1881 г. прадедите на сегашните български жители на Дживел започват да идват от село Гюдюлери (днешното Черепово, Хасковска област). Дживел става чисто българско село.
Като виждали, че околните български села имат училища, дживелци решили да основат училище и в своето село. Помогнали им околийските просветни власти. И есента на 1882 г. Училището е разкрито в здание, собственост на общинския съвет. Първият учител бил Димитър Кърклинеца, а годишната му плата била 200 лв., осигурявана от селяните.

## Население
Численост на населението според преброяванията през годините:
| \| Година на преброяване \| Численост \| \| --------------------- \| --------- \| \| 1934 \| 1398 \| \| 1946 \| 1486 \| \| 1956 \| 1395 \| \| 1965 \| 1529 \| \| 1975 \| 1186 \| \| 1985 \| 1025 \| \| 1992 \| 1126 \| \| 2001 \| 902 \| \| 2011 \| 802 \| \| 2021 \| 672 \| |           |
| Година на преброяване | Численост |
| 1934 | 1398      |
| 1946 | 1486      |
| 1956 | 1395      |
| 1965 | 1529      |
| 1975 | 1186      |
| 1985 | 1025      |
| 1992 | 1126      |
| 2001 | 902       |
| 2011 | 802       |
| 2021 | 672       |

### Етнически състав

#### Преброяване на населението през 2011 г.
Численост и дял на етническите групи според преброяването на населението през 2011 г.:
|                     | Численост | Дял (в %) |
| Общо                | 802       | 100.00    |
| Българи             | 350       | 43.51     |
| Турци               | 61        | 7.60      |
| Цигани              | 95        | 20.84     |
| Други               | 67        | 8.35      |
| Не се самоопределят | 5         | 0.62      |
| Неотговорили        | 224       | 28.05     |

## Културни и природни забележителности
Селото е с преобладаващо православно население. Храмът „Св. Вмчк Димитър“ е построен през 1913 г. Стените му са от дялан камък. Иконостасът му е един от най-хубавите в областта. През 2008 г. храмът беше основно реконструиран с помощта на община Никола Козлево. На храмовия празник – 26 октомври /Димитровден/, църквата беше преосветена от Варненско-Великопреславски митрополит Кирил. Свещеник на селото е прот. Андрей Стефанов от гр. Нови пазар.

## Редовни събития
На 24 май всяка година се провежда традиционният събор в селото.

## Личности
Починали в Никола Козлево
- Дочо Михайлов (1895 – 1926), български революционер от ВДРО, ДРО и БКП